# Felix Passlack
Felix Passlack (sinh ngày 29 tháng 5 năm 1998) là một cầu thủ bóng đá chuyên nghiệp người Đức thi đấu ở vị trí hậu vệ cho câu lạc bộ Borussia Dortmund tại Bundesliga.